# Pont sur le Dourdou
Pour les articles homonymes, voir Dourdou.
Le pont sur le Dourdou est un pont médiéval situé en France sur la commune de Conques-en-Rouergue, dans le département de l'Aveyron en région Occitanie. Il se trouve sur la Via Podiensis du chemin de Saint-Jacques-de-Compostelle.
Il fait l'objet d'une inscription au titre des monuments historiques depuis 1930.

## Localisation
Le pont est situé à Conques, sur la commune de Conques-en-Rouergue, dans le département français de l'Aveyron.
Il enjambe la rivière Dourdou de Conques, affluent du Lot qu'il rejoint à 7 km plus au nord ; et se situe au pied du village de Conques, au bord de la route départementale D 901 en rive droite (côté est) qui relie Rodez à Lafeuillade-en-Vézie. Il est à 90 m à vol d'oiseau, et à 175 m en marchant, de la chapelle Saint-Roch de Conques.

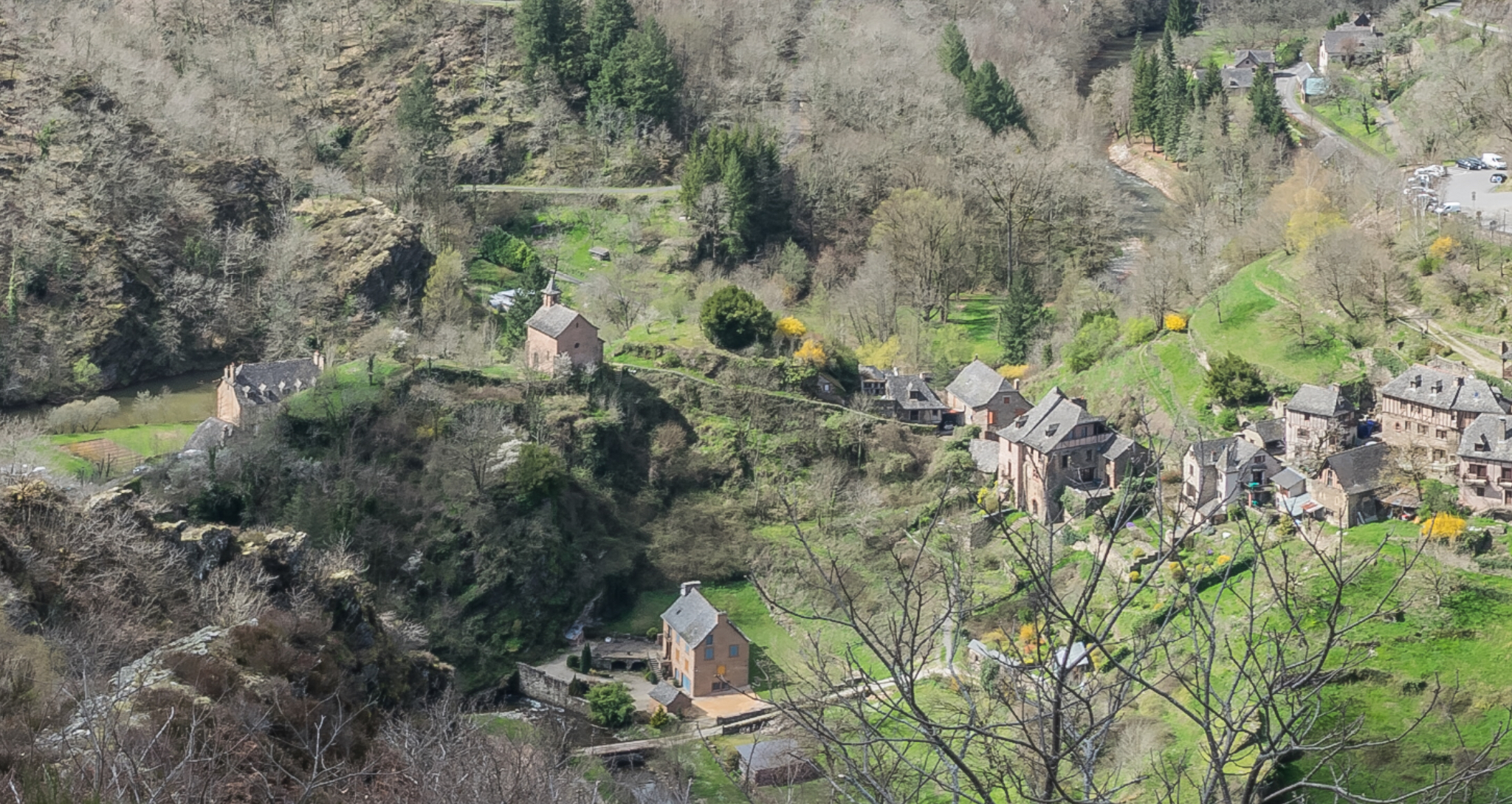
Chapelle Saint-Roch, le Dourdou et la rue Charlemagne à droite (le pont est en bas de cette rue).
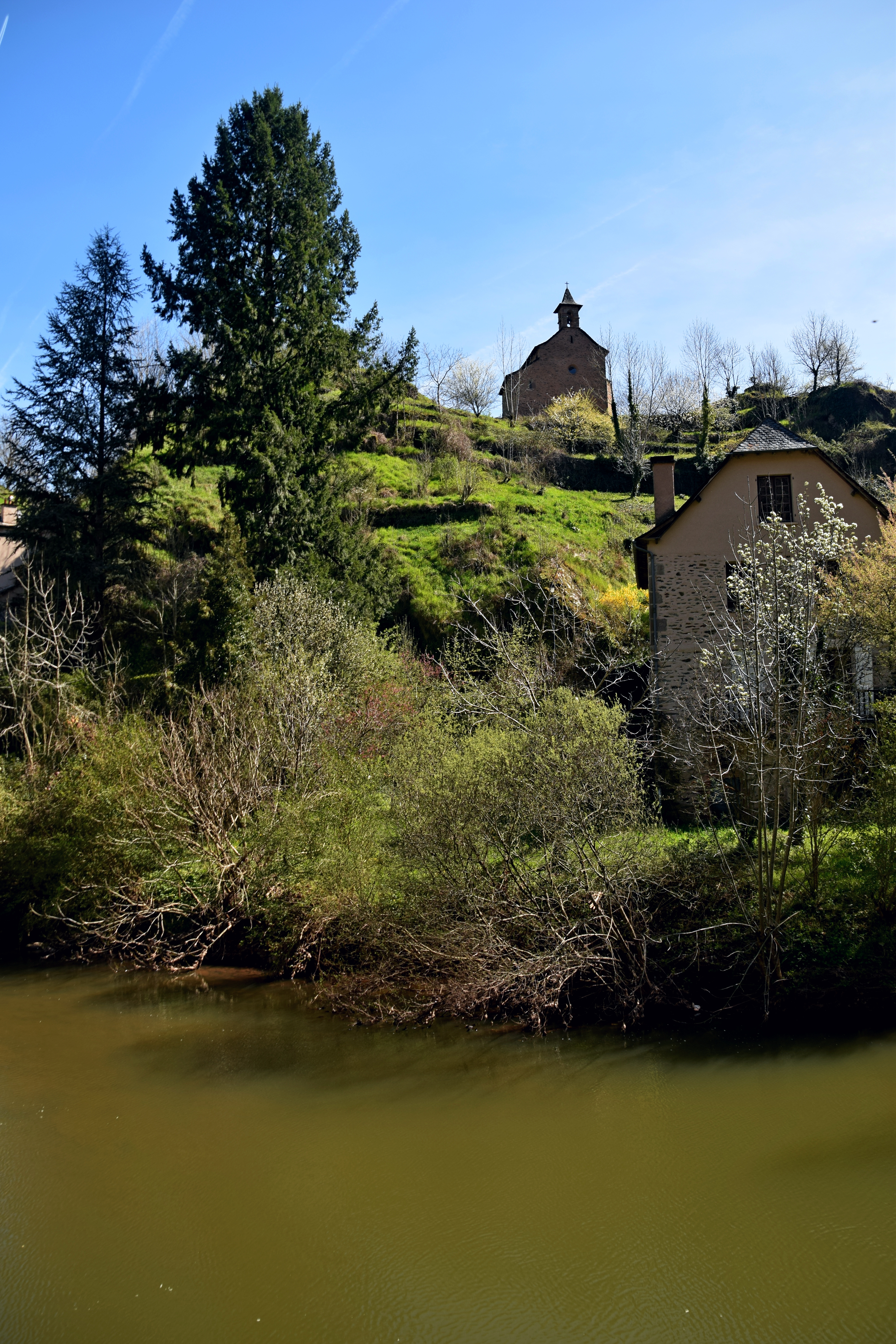
Chapelle depuis le Dourdou (le pont est à quelques mètres à gauche)

Le pont sur le Dourdou est au début de la route départementale D 232, petite route sinueuse de 4,5 km qui descend vers le sud, en rive gauche du Dourdou, et mène aux hameaux des Caugnes et de Carnejac avant de rejoindre la D 606.
Le pont se trouve sur le trajet du chemin de Saint-Jacques-de-Compostelle, sur la branche de la Via Podiensis ou « voie du Puy » allant du Puy-en-Velay à Ostabat au Pays basque, qui est aussi le sentier de grande randonnée GR 65.

## Description
Construit en pierre de taille de grès rose, le pont est composé de 5 arcs en plein cintre de 4 tailles différentes. Il est asymétrique, avec 3 arcs côté ouest et un seul arc côté est, en plus du grand arc central principal. Doté de 4 avant-becs triangulaires massifs, il est couvert d'une chaussée étroite en pierres pavées, bordée d'un parapet constitué de larges et fines plaques de pierre disposées verticalement.
La chaussée, formant une bosse au niveau de l'arche principale, possède un caniveau central en pierres non taillées qui canalise l'eau des deux demi-chaussées légèrement inclinées. Le pavement est constitué pour l'essentiel de pierres de lauzes grises, typiques du Massif central, scellées verticalement, mais aussi de quelques petites pierres de taille en grès rose près des parapets, l'ensemble formant une surface assez rustique qui laisser supposer que le pavement a pu connaître quelques réformes ou réparations.
Trop étroit pour les tracteurs et les camions, le pont ne permet le passage que d'un seul véhicule de faible largeur (voiture de type citadine), la route départementale D 232 est d'ailleurs limitée aux véhicules de moins de 1,80 m de large.

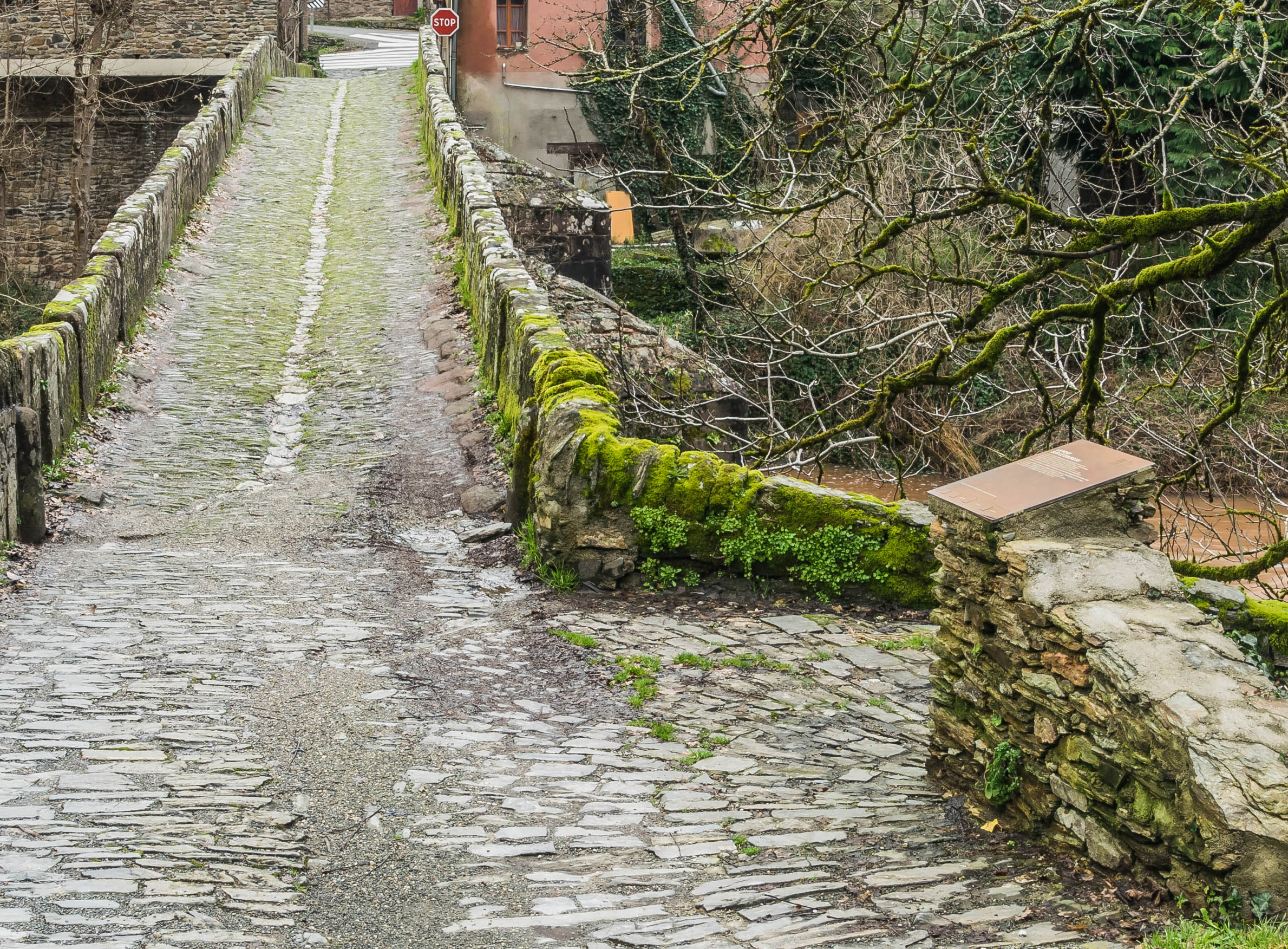
Détails du pavement en lauzes, du caniveau et du parapet.
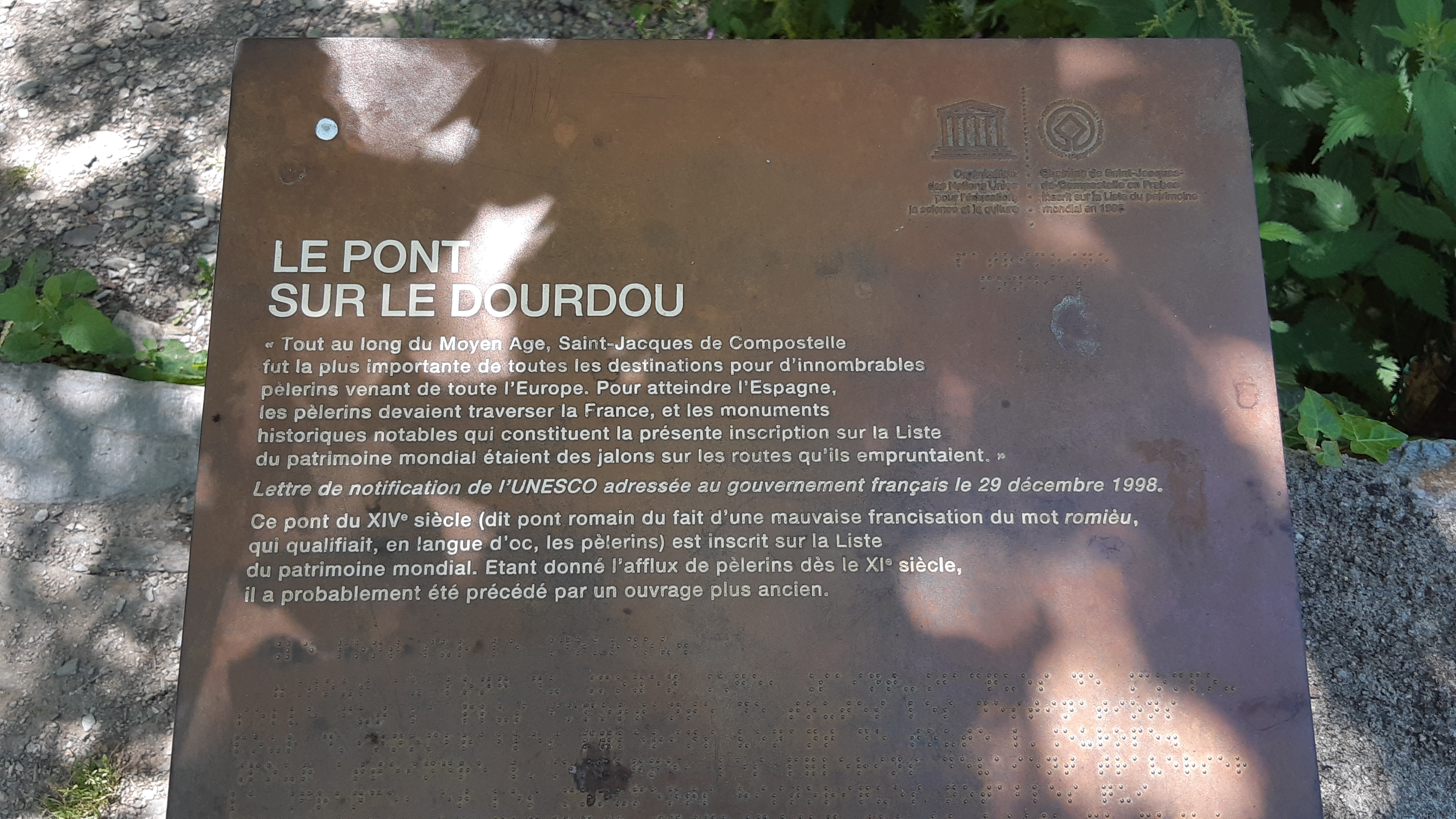
Plaque informative du Patrimoine mondial de l'UNESCO côté ouest du pont.

## Histoire
Il est improprement appelé « pont romain », ce nom étant une francisation fautive du mot en langue d'oc romièu qui signifie « pèlerins ». Il a été construit au XIVe siècle, à la fin du Moyen Âge, mais a probablement été précédé par un pont plus ancien du fait de l'afflux des pèlerins dès le XIe siècle sur le chemin de Saint-Jacques-de-Compostelle, trajet sur lequel il se trouve (Via Podiensis allant du Puy-en-Velay à Ostabat).

## Protection
L'édifice est inscrit au titre des monuments historiques le 9 juillet 1930.
Il est classé au Patrimoine mondial de l'humanité en 1998, en même temps que l'abbatiale Sainte-Foy de Conques, dans le cadre du classement des « chemins de Saint-Jacques-de-Compostelle en France ».

## Galerie

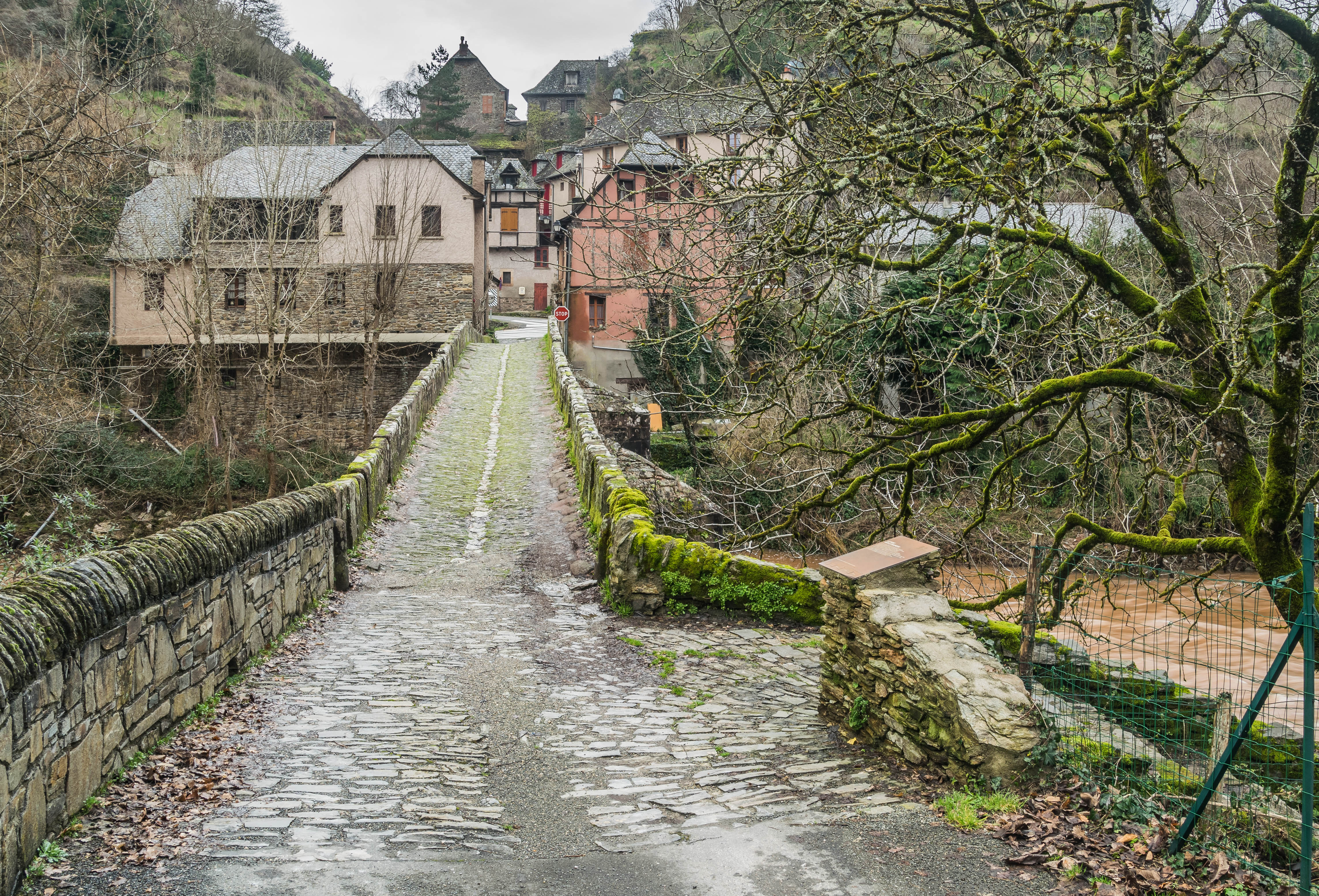
Vue vers l'est, partie basse de Conques en arrière plan
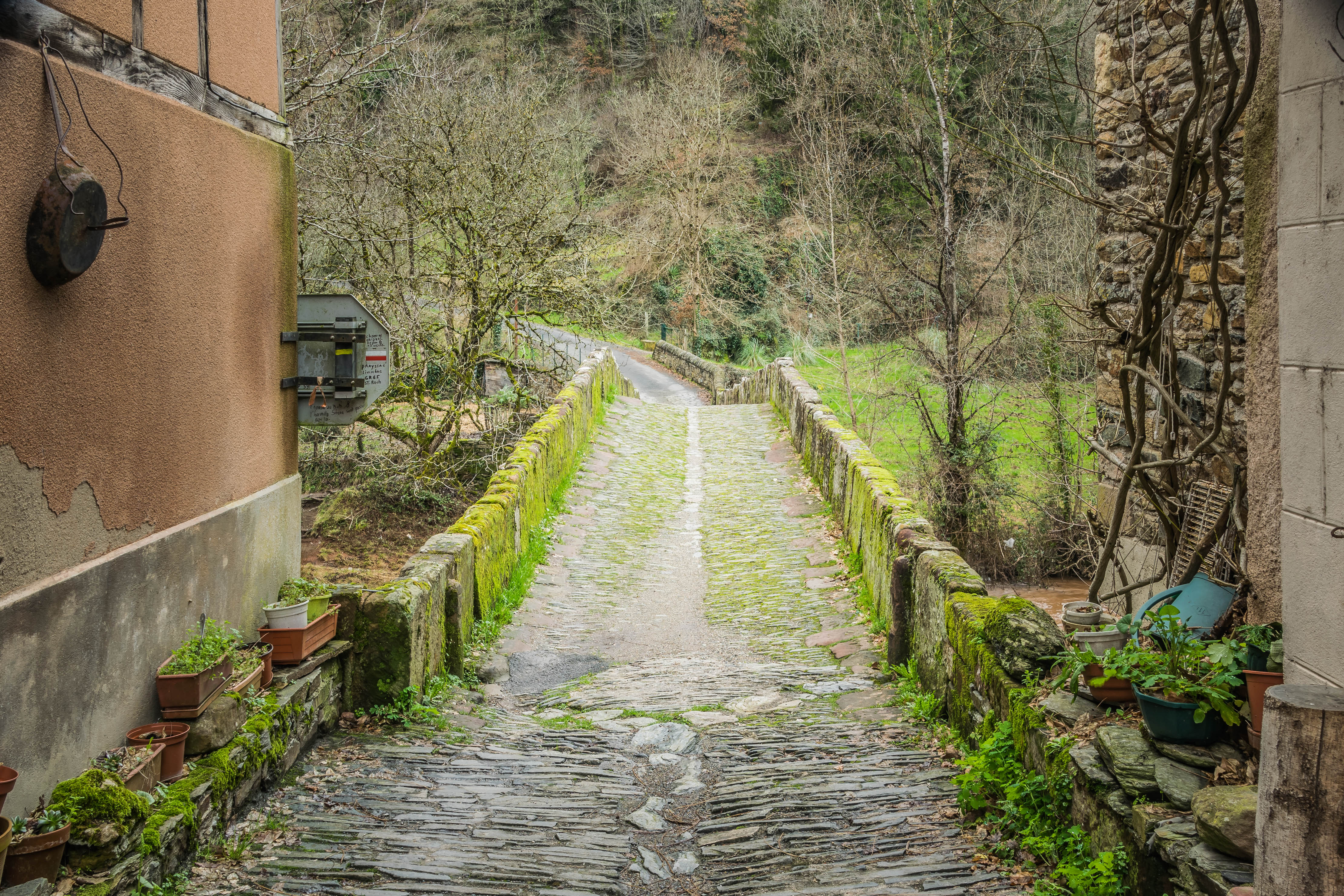
Vue vers l'ouest, chaussée, caniveau et parapet
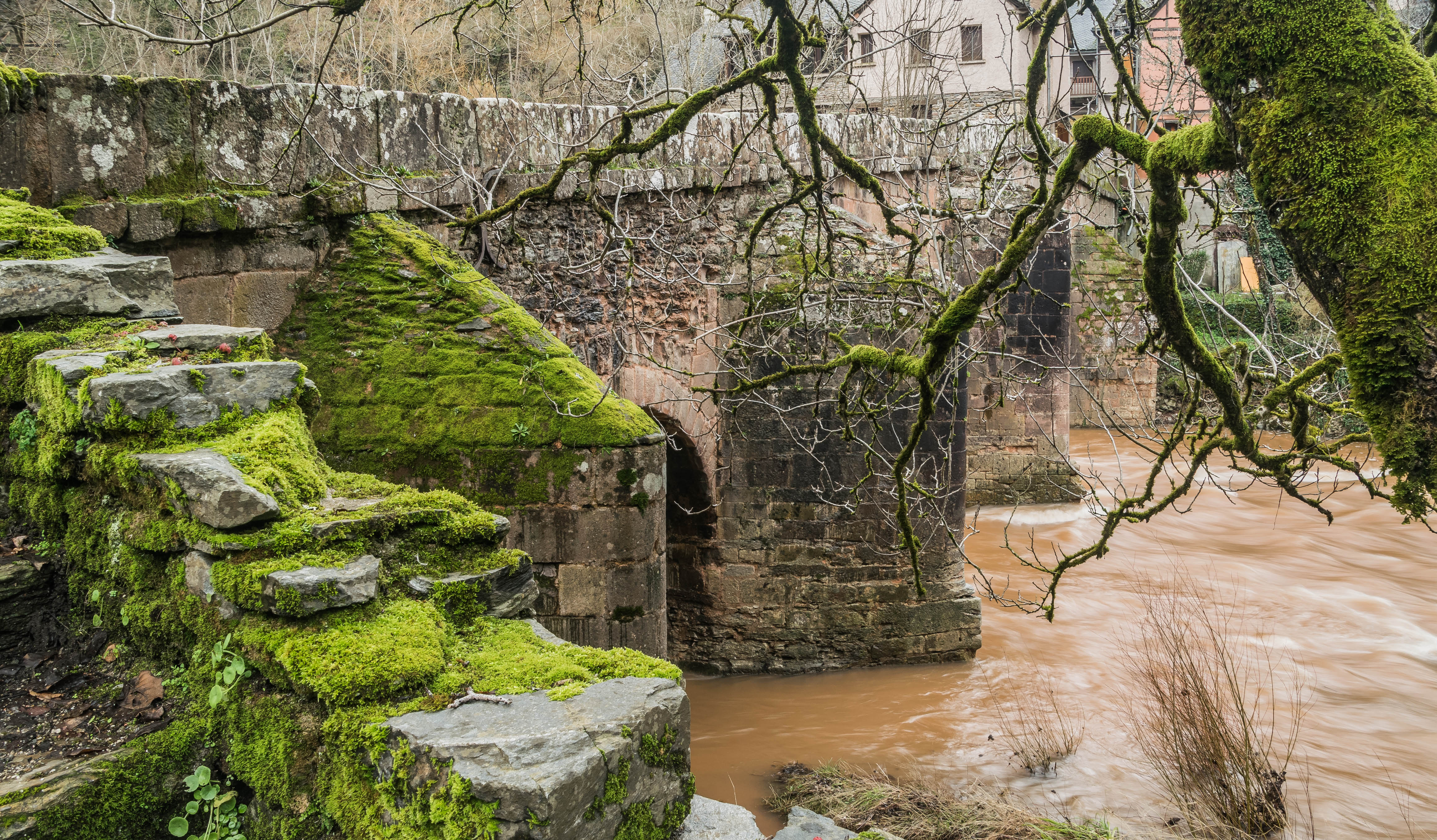
Détail des piles et des avant-becs du pont